# Ylenia Carrisi
Pour les articles homonymes, voir Carrisi.
Ylenia Maria Sole Carrisi, née le 29 novembre 1970 à Rome et disparue depuis le 6 janvier 1994 à La Nouvelle-Orléans, est une actrice italienne.

## Biographie
Ylenia Carrisi est la fille aînée des chanteurs Albano Carrisi et Romina Power. Elle a disparu dans des circonstances mystérieuses alors qu'elle séjournait à La Nouvelle-Orléans en janvier 1994.
En janvier 2013, à la demande de son père,,, Ylenia est déclarée décédée par un jugement du tribunal de Brindisi au jour du dernier contact téléphonique avec la famille, soit le 1er janvier 1994 en Italie et le 31 décembre 1993 à La Nouvelle-Orléans, en raison de la différence de fuseau horaire.

## Filmographie
- Champagne in paradiso (it) d'Aldo Grimaldi : la nièce de Marco et Paola